# John Eugene Zuccotti
John Eugene Zuccotti   (Greenwich Village, 23 de juny de 1937 - Brooklyn, 19 de novembre de 2015) va ser advocat i empresari nord-americà d'origen italià.

## Biografia
Egressat de la Universitat de Princeton en 1959; en 1963 es va doctorar en lleis en la Yale Law School. Ha ocupat càrrecs importants en l'Alcaldia de Nova York en l'època d'Abraham D. Beame i en la Comissió de Planificació de la Ciutat de Nova York, que va arribar a presidir.
Com a empresari s'ha dedicat al desenvolupament urbanístic de la ciutat de Nova York com a soci de diverses empreses: Olympia & York, Brown & Wood i Tuf & Zuccotti, i com a president als Estats Units de Brookfield Properties.
També es va dedicar a la política; en data recent va actuar com a assessor de campanya de Joe Biden.
És conegut perquè el Zuccotti Park porta el seu nom.
Zuccotti està casat amb la historiadora Susan Zuccotti, especialista en l'Holocaust.